# 동아프리카 지구대

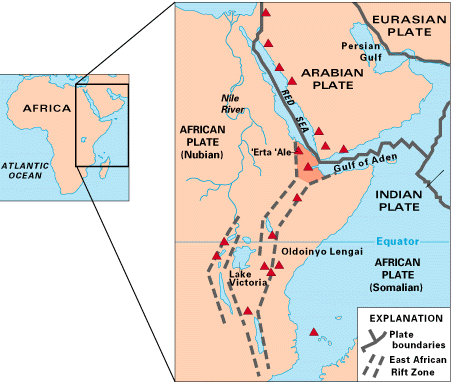
동아프리카 지구대

동아프리카 지구대(East African Rift System;EARS) 또는 동아프리카 열곡대(裂谷帶)는 아프리카의 아파르 삼각지대에서 동아프리카의 모잠비크 동부에 걸쳐 아프리카 대륙의 동쪽을 따라 발달한 폭 35~60km, 연장 4,000km의 열곡대로 대지구대의 일부이다. 이 지구대에 의해 아프리카 판은 둘로 쪼개지고 있으며, 그 속도는 1년에 2~7mm이다.

## 개요

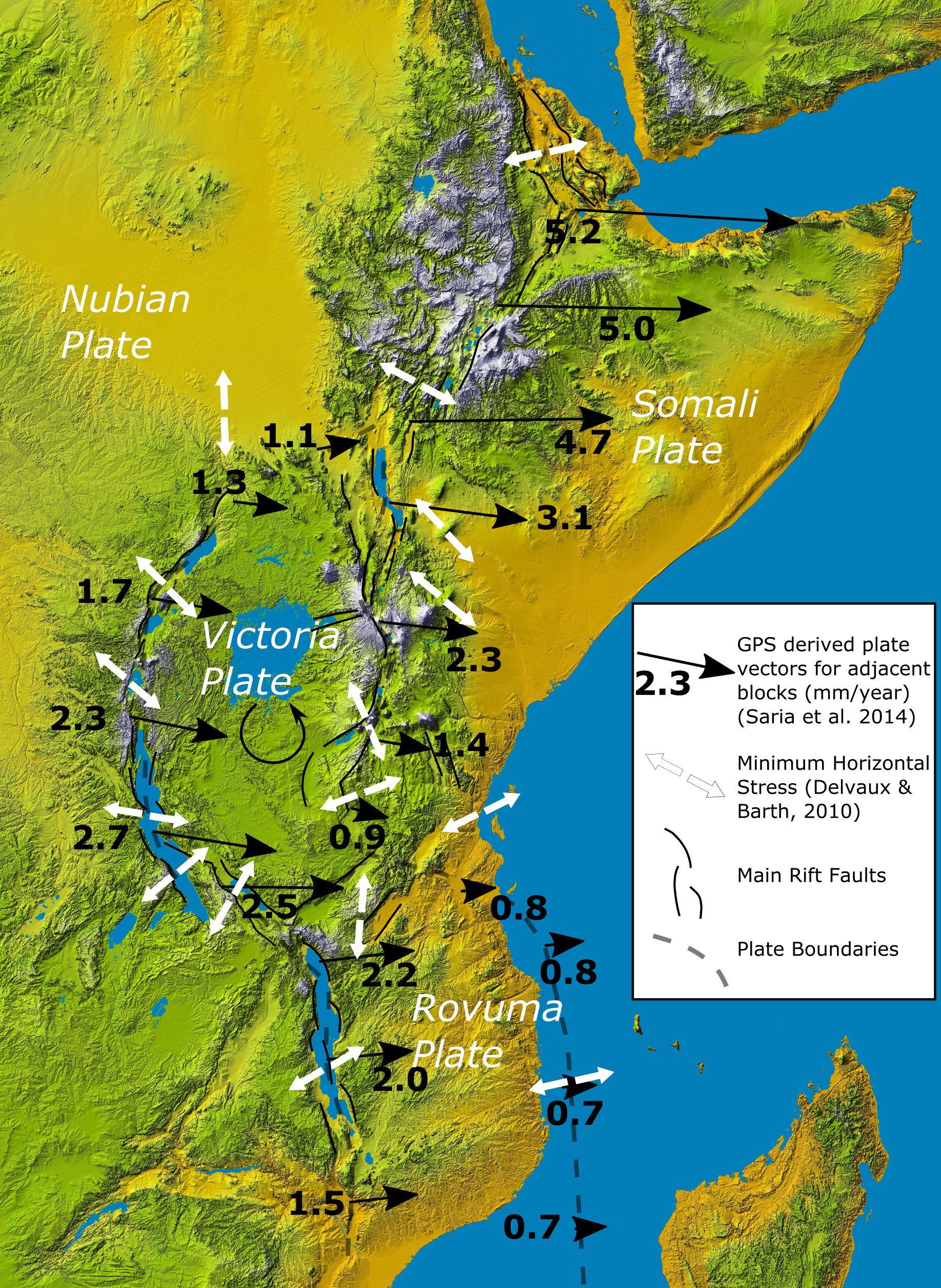
Main rift faults, plates, plate boundaries, GPS plate velocities between adjacent blocks and minimum horizontal stress directions

아프리카 대륙을 열개(裂開)시키는 동아프리카 열곡대는 아파르 삼각지대에서 시작되며, 남서쪽으로 연결되어 에티오피아 고원을 둘로 가르고, 모잠비크 인근까지 이어진다. 일련의 단층 분지들과 화산들이 분포하며, 동아프리카 지구대는 동부 지구대와 서부 지구대로 나뉜다. 이 열곡대는 신생대 제3기초 올리고세(30∼35 Ma)부터 북쪽에서부터 형성되기 시작하여 현재까지 대륙 내부에서 현생 지구조 확장운동이 일어나고 있다. 더 북쪽의 홍해와 아덴만에서는 현재까지 확장 운동에 의해 새로운 해양지각이 생성되고 있다. 지진 활동 또한 활발하다.
동부 열곡대는 아파르(Afar), 주 에티오피아(Main Ethiopian), 투르카나(Turkana), 케냐(Kenya) 열곡으로, 서부 열곡대는 알버트(Albert), 키부(Kivu), 탕가니카(Tanganyika), 루콰(Rukwa), 말라위(Malawi) 열곡으로 구성되며, 남서 열곡대는 오카방고(Okavango) 열곡을 포함한다.

## 동부 열곡대
동부 열곡대는 케냐와 탄자니아의 중앙부를 지난다.
아파르 함몰지(Afar Depression)와 주 에티오피아 열곡대(Main Ethiopian Rift)를 포함한다.

### 주 에티오피아 열곡대
주 에티오피아 열곡대(Main Ethiopian Rift: MER)는 에티오피아-케냐 간 국경지대인 투르카나호에서 홍해 및 아덴만 열곡대와 만나는 아파르 함몰지(Afar Depression)까지 대략 폭 70-80 km, 길이 700 km의 연장을 가진다. 동아프리카 지구대의 최북단에 해당한다. 3천만년 전에 화산활동이, 1100만년 전 확장이 시작되었으며, 많은 양의 현무암 분출에 의해 융기되었다. 열곡 중심축에서는 제4기 지각의 확장이 일어나는 원지(Wonji) 단층대가 발달하며, 단층대를 따라 커다란 화산체가 분포한다.

### 케냐 열곡대
그레고리(Gregory) 열곡으로도 알려져 있는 케냐 열곡대는 투르카나호에서 탄자니아 북부까지 연장되는 열곡대이며, 신생대 제3기 마이오세 초기에 북쪽에서는 투르카나호에서부터 형성되기 시작하여 중기 및 말기 마이오세에 활성화되면서 남쪽으로 확장되었다. 이 열곡대에 의해 케냐는 활발한 지진 활동을 보인다.

## 서부 열곡대

동부와 서부 열곡대

서부 열곡대는 동아프리카 대지의 가장자리와 빅토리아호의 서쪽인 콩고 민주 공화국과 우간다 및 탄자니아 사이의 국경을 따라 발달하며, 고각의 정단층에 의해 특징되는 전형적인 반지구대(half graben)이다. 지진 활동이 매우 활발하고 다수의 지진이 이곳에 집중되나 화산 활동은 저조한 편이다. 2016년 9월 10일 발생한 탄자니아 지진(en:2016 Tanzania earthquake)은 빅토리아호의 서쪽에서 발생했으며, 이는 동아프리카 열곡대의 서부 열곡대(West Branch)와 가깝다.

### 앨버트 열곡대와 리노 지구대
앨버트(Albertine) 열곡대는 서부 열곡대의 일부이며, 앨버트호에서 탕가니카호까지 연장된다. 앨버트 열곡대에는 주변의 선캄브리아기 암석에서 유래된 사암과 셰일 지층이 있다. 앨버트, 리노 지구대는 서부 열곡대의 북부 분절이며 리노 지구대는 북서 방향의 아스와 전단대(Aswa shear zone)에 의해 끊긴다.

### 키부 열곡대
키부(Kivu) 열곡대는 서부 열곡대의 중앙 부분이며, 르완다에서 부룬디, 콩고 민주 공화국의 동쪽을 거쳐 탄자니아 북서부까지 이어진다.

### 루콰 열곡대
루콰(Rukwa) 열곡대는 서부 열곡대의 일부이며, 남서부 탄자니아의 탕가니카호와 말라위를 잇는 북서-남동 방향, 폭은 50km, 연장 300km의 열곡이다. 루콰 호(Lake Rukwa)를 지나며 반지구대(half-graben)의 모습을 보인다.

### 말라위 열곡대
말라위 열곡대는 동아프리카 열곡대 서부 열곡대의 남쪽 부분이며, 40~90km의 폭과 800km의 연장을 가진다. 말라위 열곡에서 1989년 3월 10일 규모 6.3의 지진(en:1989 Malawi earthquake)과 2006년 2월 22일 규모 7.0의 지진이 발생했다.(en:2006 Mozambique earthquake)

## 남서 열곡대
서부 열곡대에서 남서 방향으로 분기된 남서 열곡대는 콩고 남부와 잠비아의 탕가니카호에서부터 남서 방향으로 1700km 연장되어 보츠와나의 오카방고(Okavango) 열곡대와 연결된다. 동아프리카 열곡대에 위치한 탕가니카호에서 2005년 12월 규모 6.8의 지진이 발생했다.(en:2005 Lake Tanganyika earthquake)

### 오카방고 열곡대
오카방고(Okavango) 열곡대는 동아프리카 열곡대의 남서 열곡대 말단부에 위치한 대륙 열개 분지(continental rift basin)이다.

## 미판

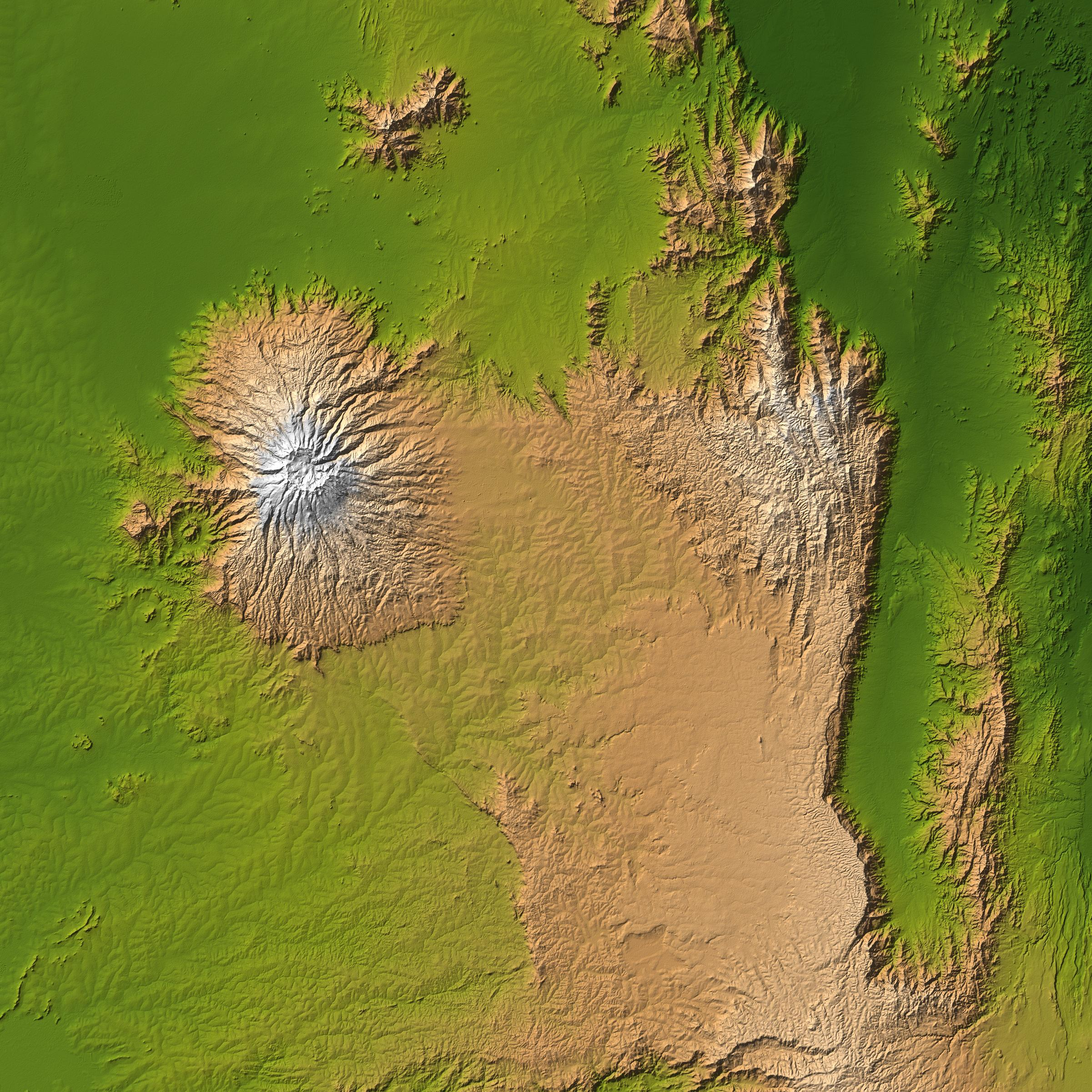
엘곤산(왼쪽)과 동아프리카 지구대(오른쪽)

동아프리카 열곡대에 의해 아프리카판과 소말리아판 사이에 빅토리아(Victoria), 로부마(Rovuma), 루완들(Lwandle)이라 이름붙여진 미판(microplates; 소규모의 판)이 존재한다. 빅토리아 미판(microplates)은 동부와 서부 열곡대 사이에 위치한다. 소말리아판과 로부마 미판은 시계방향으로, 빅토리아 미판은 반시계방향으로 회전하고 있는데 빅토리아 미판의 회전은 그동안 탄자니아 강괴의 플룸 운동에 의한 것으로 해석되었으나 보다 최근에는 동아프리카 지구대의 서부 및 동부 열곡대의 유동(rheology)에 의한 것으로 해석된다.

## 화산 활동
동아프리카 지구대에는 많은 휴화산과 활화산이 분포되어 있다. 킬리만자로산, 케냐산등은 휴화산이며, 올 도이뇨 렝가이 화산은 세계 유일의 나트로카보나타이트 화산이다. 동아프리카 열곡대의 신생대 화산 활동은 북부, 특히 동부 열곡대에 분포하며, 남부에서는 드물다. 북동부 아프리카의 화산 활동은 이 지역의 플룸과 관련되어 있다.

## 인류의 진화
동아프리카 지구대는 인류의 진화를 연구하는 화석이 풍부하다. "루시"라는 이름으로 알려진 오스트랄로피테쿠스 아파렌시스 화석을 포함한 여러 사람과의 조상 뼈가 발견되었다.

## 미래
먼 미래에 열곡대는 더욱 벌어져 바닷물이 들어와 바다가 되고, 중앙해령으로 변할 것으로 보인다.

## 같이 보기
- 아프리카의 뿔